# Овцыны
О́вцыны — древний дворянский род.
При подаче документов (26 марта 1686) для внесения рода в Бархатную книгу, была предоставлена родословная роспись Овцыных и к ней приложена челобитная.
Род внесён во II и VI части родословных книг Владимирской, Воронежской, Казанской, Новгородской и Санкт-Петербургской губерний.

## Происхождение и история рода
Происходит, по преданию, от великих князей Муромских, родных братьев: князя Петра, князя Василия,  да князя Петра со княгинею своею со Феврониею оба святые (Петр и Февронья покровители семьи и брака). У князя Василия был сын Данило, у которого был сын, боярин Дмитрия Донского - Владимир Данилович Красная Снабдя (указан без княжеского титула) и от него пошел боярский род Овцыны, через его сына, боярина Дмитрия Овцу. От младшего брата Владимира Даниловича, князя Ивана, произошли Злобины и Замятнины.
Василий Иванович Большой Овцын воевода в Великих Луках (1519).
Опричниками Ивана Грозного числились: Ждан Остафьевич, Пётр и Иван Степановичи, Иван Васильевич, Андрей и Андрей Матвеевичи, Андрей Фёдорович, Моисей, Данила и Василий Ивановичи, Иев, Пётр и Василий Афанасьевичи, Василий, Григорий, Михаил, Иван и Андрей Семёновичи и Юрий Дмитриевич Овцыны (1573).

## Известные представители
- Иван Фёдорович Овцын — дядька царевича Феодора Иоанновича.
- Григорий Семёнович Овцын — стольник, воевода в Курске (1602).
- Овцын Василий — воевода в Царицыне (1602), вместе с головой, бывшим думным дьяком, Андреем Шерефединовым.
- Овцын Дмитрий Михайлович — воевода в Шуе (1627), в Переслав-Рязанском (1644—1646).
- Савва Тимофеевич Овцын — воевода в Самаре (1650—1651).
- Овцын Пётр — воевода в Шуе (1653).
- Овцын Дмитрий Васильевич — воевода в Кузнецке (1656—1659).
- Овцын Василий Дмитриевич — воевода в Кузнецке (1659).
- Овцын Григорий Дмитриевич — воевода в Терках (1668—1673).
- Овцын Иван Савинович — стольник, воевода в Пензе (1677—1678).
- Овцын Степан Савивович — стольник, воевода в Пензе (1679—1680)[4].
- Дмитрий Леонтьевич Овцын (1704—1757) — российский гидрограф, один из первых русских исследователей Арктики.
- Иван Тихонович Овцын (ум. 14.10.1798) — контр-адмирал (2.1.1798)[5].